# Östergötlands runinskrifter 97
Runinskrift Ög 97 är en runsten som står på Grönlund i Åsbo, Boxholms kommun, Östergötland.

## Stenen
Stenen har tidigare stått på Mell-ängen, nära vägen, inte långt från Svartån. År 1856 flyttades den in i parken av Greve Otto Klingspor.

## Inskriften
Translitterering av runraden:
kuþmuntr × risþi × stin × þnsa × eftiʀ × uistin × faþur × sin × kuþ × hialbi × hans × saul ×
Normalisering till runsvenska:
Guðmundr ræisþi stæin þennsa æftiʀ Vistæin/Væstæin, faður sinn. Guð hialpi hans sal.
Översättning till nusvenska:
Gudmund reste denna sten efter Visten, sin fader. Gud hjälpe hans själ!